# جوناثان أوكورونكوو
جوناثان أوكورونكوو (بالإنجليزية: Jonathan Okoronkwo) هو لاعب كرة قدم نيجيري، ولد في 13 سبتمبر 2003 في كالابار في نيجيريا.

## وصلات خارجية
- جوناثان أوكورونكوو على موقع قاعدة بيانات كرة القدم.إي يو (الإنجليزية)
- جوناثان أوكورونكوو على موقع Soccerway.com (الإنجليزية)
- جوناثان أوكورونكوو على موقع عالم كرة القدم.نت (الإنجليزية)